# Giuseppe Maffei (atleta)
Giuseppe Maffei (Varese, 28 gennaio 1974) è un ex siepista italiano.

## Biografia
Nel 1997 vinse la medaglia di bronzo nei 3000 siepi ai Giochi del Mediterraneo svoltisi a Bari e due anni dopo vinse l'oro alle Universiadi di Palma di Maiorca.
Partecipò a due edizioni dei Giochi olimpici: Sydney 2000 e Atene 2004. In entrambe le occasioni fu eliminato nelle batterie..
Nel 2001 vinse il titolo ai campionati italiani assoluti nei 3000 m siepi.
L’ultima registrazione nell’archivio federale della FIDAL risale al 2008, quando era tesserato per l'Atl. G.S. Miotti Arcisate, senza ulteriori aggiornamenti successivi. Ciò indica che Giuseppe Maffei si è presumibilmente ritirato dall’attività agonistica in quell’anno.

## Palmarès
| Anno | Manifestazione          | Sede             | Evento       | Risultato | Prestazione | Note  |
| ---- | ----------------------- | ---------------- | ------------ | --------- | ----------- | ----- |
| 1995 | Universiadi             | Fukuoka          | 3000 m siepi | 8º        | 8'44"98     |       |
| 1997 | Universiadi             | Catania          | 3000 m siepi | 8º        | 8'34"98     |       |
| 1997 | Giochi del Mediterraneo | Bari             | 3000 m siepi | Bronzo    | 8'23"43     |       |
| 1999 | Universiadi             | Palma di Maiorca | 3000 m siepi | Oro       | 8'33"18     |       |
| 1999 | Mondiali                | Siviglia         | 3000 m siepi | 10º       | 8'22"65     | [ 4 ] |
| 2000 | Giochi olimpici         | Sydney           | 3000 m siepi | Batteria  | 8'48"88     |       |
| 2001 | Universiadi             | Palma di Maiorca | 3000 m siepi | 16º       | 9'00"15     |       |
| 2004 | Giochi olimpici         | Atene            | 3000 m siepi | dnf       | dnf         |       |

## Campionati nazionali
1998
- Bronzo ai campionati italiani assoluti indoor, 3000 m piani - 7'53"83

1999
- 6º ai campionati italiani assoluti indoor, 3000 m piani - 7'54"74

2001
- Oro ai campionati italiani assoluti, 3000 m siepi - 8'43"04

2002
- 5º ai campionati italiani assoluti indoor, 3000 m piani - 8'00"43

2003
- 7º ai campionati italiani assoluti indoor, 3000 m piani - 8'10"81

2004
- Argento ai campionati italiani assoluti indoor, 3000 m siepi - 7'59"51

2005
- Argento ai campionati italiani assoluti, 3000 m siepi - 8'46"80
- 6º ai campionati italiani assoluti indoor, 3000 m piani - 8'10"75

## Altre competizioni internazionali
1995
- 15º al Golden Gala ( Roma), 3000 m siepi - 8'32"70

1996
- 10º al Golden Gala ( Roma), 3000 m siepi - 8'36"09

1997
- 13º al Golden Gala ( Roma), 3000 m siepi - 8'28"58
- 16º alla Cinque Mulini ( San Vittore Olona) - 35'31"

1998
- 11º al Golden Gala ( Roma), 3000 m siepi - 8'19"54
- 12º al Bauhaus-Galan ( Stoccolma), 3000 m siepi - 8'24"93
- 14º alla Cinque Mulini ( San Vittore Olona) - 36'31"

1999
- 6º all'ISTAF Berlin ( Berlino), 3000 m siepi - 8'15"11
- 12º al Golden Gala ( Roma), 3000 m siepi - 8'20"65

2000
- 12º al Golden Gala ( Roma), 3000 m siepi - 8'37"66

2001
- 17º alla BOclassic ( Bolzano) - 29'59"

2002
- 9º al Giro Media Blenio ( Dongio) - 30'52"

2004
- 7º al Golden Gala ( Roma), 3000 m siepi - 8'23"48